# خرز شرجي

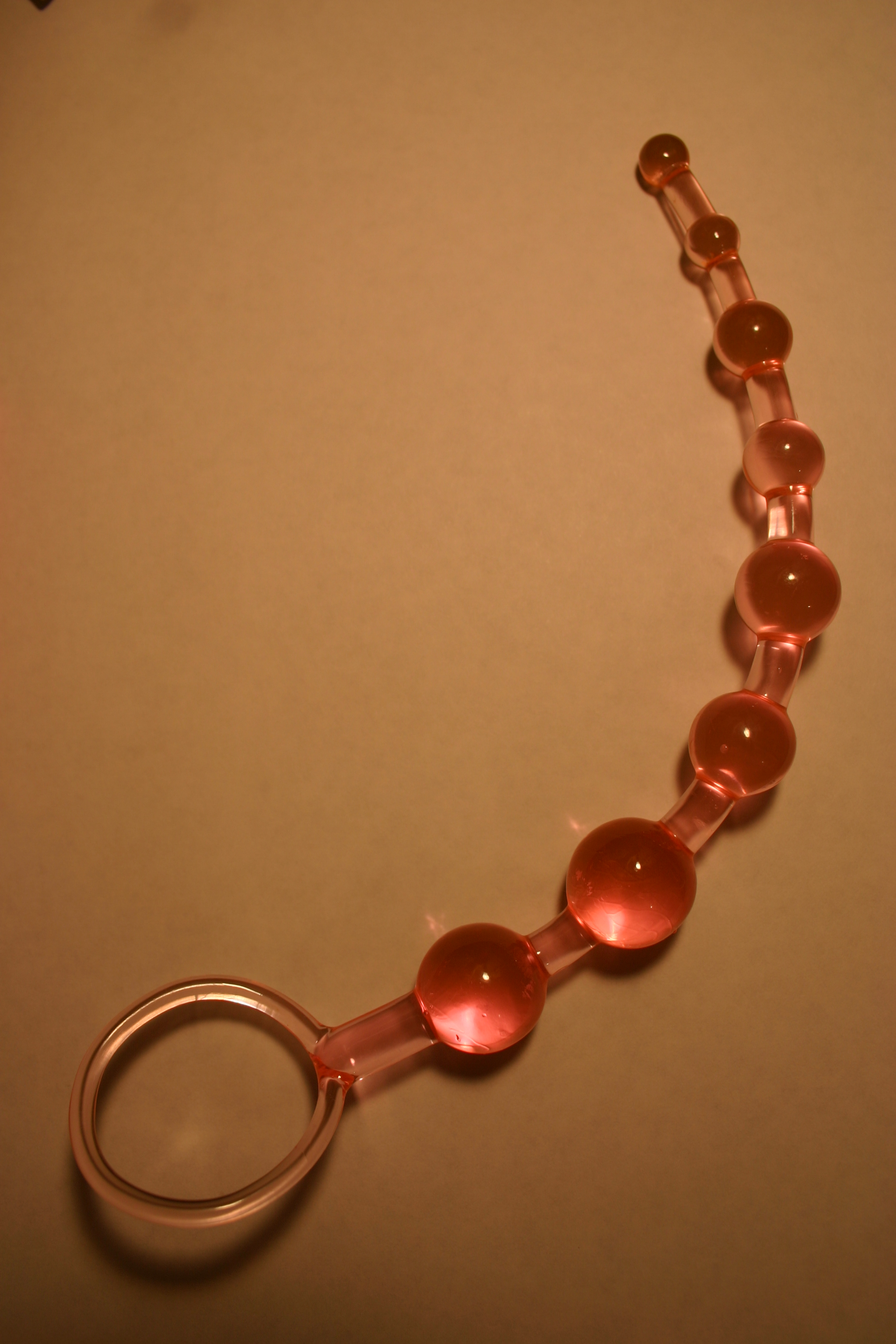
الخرز الشرجى

الخرز الشرجى (بالإنجليزية: Anal beads) هي لعبة جنسية تتكون من مجموعة من الكرات أو الخرز مرتبطة فيما بينها على شكل سلسلة يتم إدخالها من خلال الشرج إلى المستقيم ثم يتم إزإلتها بسرعات متفاوتة حسب التأثير المطلوب. من يستخدمون الخرز الشرجى يشعرون بشعور ممتع نتيجة لمرور الكرات من خلال العضلة العاصرة الضيقة للشرج.

## التصميم
الخرز الشرجى متوفر باحجام متفاوتة فهناك كرات فردية يبدأ قياس قطرها من 25 مليمتر فقط وصولاً إلى 125 مليمتر أو أطول. معظم المستخدمين يستمتعون باستخدام كرات قطرها حوالى 45 مليميتر. يصنع الخرز الشرجى عادة من السليكون، الجلد، المطاط، الزجاج، أو المعدن وينتهى بحلقة أو مقبض بهدف السحب ولمنع اللعبة الجنسية من الدخول كاملة بالمستقيم وأيضا لتسهيل إزالتها.
يمكن ان تكون الكرات مرتبطة ببعضها البعض بمرونة وفي هذه الحالة يتم إدخال كل كرة على حدى، ويمكن أن تكون مرتبطة بواسطة عمود رقيق شبه جامد وفي هذه الحالة يتم إدخالها دفعة واحدة في الشرج.
تسمح النهايات العصبية المتعددة الموجودة بالعضلة العاصرة للشرج بالشعور بالإثارة أثناء الإيلاج، والإزالة على حد سواء والكرات الأكبر حجما يمكن أن تولد الإحساس بالضغط أثناء وجودها داخل المستقيم.
يزود بعض الخرز الشرجى بتكنلوجيا الاهتزاز مما يوفر مستويات متقدمة من المتعة.

−

## الاستخدام
يستخدم الخرز الشرجي من قبل كلا الجنسين وجميع التوجهات الجنسية. بالرغم من أن الخرز الشرجي يوصف بالغرابة إلا أنه لا يعد فتيشية فإنه مع ذلك أدرج ضمن العديد من الفتيشيات المتعلقة بالشرج.
كما هو الحال مع كل أنشطة الجنس الشرجي يجب أن يستخدم الخرز الشرجي مع الدهانات الجنسية المخصصة للجنس الشرجي. إنه من الضرورة القيام بذلك لأن المستقيم يمكن أن يمزق أو يصاب بجروح بسهولة.
الألعاب الجنسية الشرجية يحب أن تغسل بالماء الدافئ والصابون وتترك لتجف طبيعياً بعد الاستخدام وكبديل يمكن وضعها داخل الواقي الذكرى في حالة مقاسمتها مع شريك جنسي.
يجب التأكد بعد إزالة الخرز الشرجي من أن جميع الكرات تم إزالتها من الشرج ; فكانت هناك العديد من الحالات التي انقطعت السلسلة التي تربط الكرات ببعضها بسبب حركات المستقيم المكثفة. إذا علقت كرة داخل المستقيم ولا يمكن طردها طبيعياً يجب التدخل الجراحي على الفور.

## الأمان
إذا كان الخيط أو السلسلة التي تربط الكرات ببعضها البعض مادة مسامية في هذه الحالة لا يمكن تطهيرها كاملة وبالتالى لا يجب مشاركاتها بين الشريكين بدون استخدام واقى ذكرى لمنع وجود الفضلات.
مشاركة الألعاب الجنسية الشرجية دون تعقيمها قد يؤدى إلى تعريض المستخدمين إلى العديد من الأمراض التي تنتقل عبر الاتصال الجنسى.
تنصح تريستان تاورمينو في كتابها (الدليل النهائى للجنس الشرجى للنساء) باستخدام الخرز الشرجى المصنوع من السليكون لسهول تعقيمه من خلاله وضعه في المياه المغلية لمدة ثلاث دقائق.